# پیتر سالووی
پیتر سالووی (‎/ˈsæləveɪ/‎; متولد۲۱ فوریه ۱۹۵۸) روانشناس اجتماعی و رئیس فعلی دانشگاه ییل است. او قبلاً به عنوان رئیس دانشکده هنر و علوم در دانشگاه ییل مشغول به فعالیت بود. سالووی یکی از پیشگامان و محققان برجسته در زمینه هوش هیجانی است.